# Lasioglossum rhytidophorum
Lasioglossum rhytidophorum is een vliesvleugelig insect uit de familie Halictidae. De wetenschappelijke naam van de soort is voor het eerst geldig gepubliceerd in 1956 door Moure.